# Горно Горбасово
Горно Горбасово или Горно Гарбали (на гръцки: Άνω Σούρμενα, Ано Сурмена, до 1926 година  Άνω Γκριμπάς, Ано Грибас) е бивше село в Република Гърция, в дем Кукуш, област Централна Македония.

## География
Селото първоначално е високо в южните склонове на Беласица, а по-късно слиза долу на 208 m надморска височна и е източна махала на Гара Аканджали (Статмос Мурион), разположена северно от железопътната линия.

## История

### В Османската империя
В XIX век Горно Горбасово е мюсюлманско село в Дойранска каза на Османската империя. В „Етнография на вилаетите Адрианопол, Монастир и Салоника“, издадена в Константинопол в 1878 година и отразяваща статистиката на населението от 1873 година, Горно Гарбасово (Garbassovo-gorno) е посочено като селище в Дойранска каза със 120 домакинства, като жителите му са 327 помаци.
Според статистиката на Васил Кънчов („Македония. Етнография и статистика“) в 1900 година Горно Горбасово има 550 жители българи мохамедани и 10 цигани.
През Балканската война в 1912 година в селото влизат части на Българската армия.

### В Гърция
В 1913 година след Междусъюзническата война селото попада в Гърция. Селото пострадва по време на Първата световна война, тъй като фронтовата линия минава близо до него. В 20-те години мюсюлманското му население се изселва в Турция и на негово място са настанени гърци бежанци от Понт и Източна Тракия. През 1926 години селото е прекръстено на Ано Сурмена. В 1928 година селото е бежанско с 83 семейства и 296 жители бежанци.
Населението традиционно произвежда жито.
| Година    | 1913 | 1920 | 1928 | 1940 | 1951 | 1961 | 1971 | 1981 | 1991 | 2001 | 2011 | 2021 |
| --------- | ---- | ---- | ---- | ---- | ---- | ---- | ---- | ---- | ---- | ---- | ---- | ---- |
| Население | 545  | 195  | 308  | 354  | 354  | 329  | 239  | 222  | 254  |      |      |      |

## Личности
Родени в Горно Горбасово
- Трайко Горбашлиев, български революционер, деец на ВМРО, роден в Горно или Долно Горбасово[7]